# Senso di colpa (miniserie televisiva)
Senso di colpa è una miniserie televisiva italiana del 2000 diretto da Massimo Spano. È il quarto capitolo della saga Delitti e segreti cominciata con Il mistero del cortile, poi seguita con Morte di una ragazza perbene, Un colpo al cuore, e infine con Tutto in quella notte.

## Trama
Giulia e Miriam Ferrari due sorelle molto diverse si trovano coinvolte nelle vicende legate al finanziamento delle attività di una ditta farmaceutica cominciata col suicidio di Massimo, compagno di Miriam e si sono susseguite una serie di morti sospette.